# Demény Péter
Demény Péter (Kolozsvár, 1972. július 24. –) erdélyi magyar költő, író, szerkesztő.

## Életpályája
Szülei: Demény Péter és Jakab Lívia. 1990-ben érettségizett a Brassai Sámuel Elméleti Líceumban. 1990–1995 között végzett a Babeș–Bolyai Tudományegyetem magyar–román szakán. 1995–1999 között a kolozsvári Kriterion Könyvkiadó szerkesztője. 1999–2002 között a Krónika című erdélyi közéleti napilap főmunkatársa. 2002–2003 között az Erdélyi Riport hetilap vezető szerkesztője. 2003 és 2008 között a kolozsvári Polis Könyvkiadó szerkesztőjeként dolgozott, 2008-tól a marosvásárhelyi Látó szépirodalmi folyóirat esszészerkesztője. 2001-től szerződéses tanárként tanít a Babeș–Bolyai Tudományegyetem Bölcsészkarán.
2014 decemberétől 2015 novemberéig Zilahon, azóta Marosvásárhelyen él.

## Magánélete
1998-ban házasságot kötött Kovács Mártával. Egy lányuk született; Demény Ágota (1999). 
2015-ben elvált, 2016-ban Eperjesi Noémi képzőművészt vette feleségül. 

## Művei (válogatás)
- Ikarosz imája. Versek; Mentor, Marosvásárhely, 1994
- Bolyongás. Versek; Mentor, Marosvásárhely, 1997
- Lassított lónézés. Erdélyi magyar elbeszélők, 1918–2000; vál., bev. Demény Péter; Kalota, Kolozsvár, 2002 (Erdélyi magyar olvasókönyv)
- A menyét lábnyoma. Tanulmányok, esszék, kritikák; Komp-Press–Korunk Baráti Társaság, Kolozsvár, 2003 (Ariadné könyvek)
- Demény Péter–Papp Sándor Zsigmond: Meghívó minden keddre. Irodalmi publicisztika; előszó Láng Zsolt; Polis, Kolozsvár, 2005
- Krúdy Gyula: Fogadó a régi világhoz. Elbeszélések; vál., szerk., utószó Demény Péter; Komp-Press–Polis, Kolozsvár, 2006 (Remekírók diákkönyvtára)
- Visszaforgatás (regény); Éneklő Borz, Kolozsvár, 2006
- Vallomás repedt tükör előtt. Bálint Tibor emlékezete; szerk. Bálint Júlia, Demény Péter; Polis, Kolozsvár, 2007
- A fél flakon; Koinónia, Kolozsvár, 2007 (Éneklő borz)
- Önzetlen pulpitus. Írások Dávid Gyula nyolcvanadik születésnapjára; szerk. Dáné Tibor Kálmán, Demény Péter; EMKE–Mentor, Kolozsvár–Marosvásárhely, 2008
- Ágóbágó naplója. Gyermekversek; Koinónia, Kolozsvár, 2009
- Hóbucka Hugó a mókusoknál; Koinónia, Kolozsvár, 2011
- Bodor Ádám: Állomás, éjszaka. Tízkezes egy Bodor novellára (többekkel); szerk. Varga Réka; Koinónia, Kolozsvár, 2011
- Beszélgetés a tükörrel; Syllabux, Bp., 2012
- Garantált pihenés; Riport, Nagyvárad, 2012 (Napos oldal könyvek)
- A lélek trolija. Esszék; Korunk–Komp-Press, Kolozsvár, 2013 (Ariadné könyvek)
- Kolindárium; Exit, Kolozsvár, 2015
- Lélekkabát; Lector, Marosvásárhely, 2015
- Portrévázlatok a magyar irodalomból; Tiszatáj Alapítvány, Szeged, 2016 (Tiszatáj könyvek)
- Sünödi és a trallala; Holnap Kulturális Egyesület, Nagyvárad, 2016
- Apamozsár; Lector, Marosvásárhely, 2016
- Városi állatok; Gutenberg, Csíkszereda, 2017
- Vadkanragyogás; Lector, Marosvásárhely, 2017
- A kíméletlen látás. Bánffy Miklós irodalmi portréi; Lector, Marosvásárhely, 2018
- Tamara és a vidámság mellénye. Meseregény; Kreativ, Marosvásárhely, 2018
- Tamara és a tavirózsák zenéje. Meseregény; Kreativ, Marosvásárhely, 2019
- Korona-változatok; Ábel, Kolozsvár, 2020
- Villámvignetták; Ábel, Kolozsvár, 2020
- Demény Péter–Ebner Egres Béla: Mindent magamba szívtam... Életútinterjú Sata Árpáddal; Ábel, Kolozsvár, 2020 (Prospero könyvek)
- Az élet gesztenyéi. Slágerek, sanzonok, slamasztikák; Tiszatáj Alapítvány, Szeged, 2021 (Tiszatáj könyvek)
- Ceruza-idő. Versek; Kreativ, Marosvásárhely, 2021
- Visszaforgatás. Regény; Napkút, Budapest, 2022
- Zsiléta könyve; Ábel, Kolozsvár, 2022

### Műfordításai
- Ştefan Bănulescu: A milliomos könyve (Cartea de la Metopolis); Bookart, Csíkszereda, 2011
- Zágoni Bálint: Cartea comoară – Sighişoara (Kincses képeskönyv – Segesvár); Projectograph, Cluj-Napoca [Kolozsvár], 2011
- Traian Ştef: A Cigányiász elbeszélése Ioan Budai Deleanu nyomán (Povestirea Ţiganiadei); Europrint, Nagyvárad, 2011
- Daniel Bănulescu: Csókolom a segged, szeretett vezérünk! (Te pup în fund, Conducător Iubit!); Scolar, Bp., 2014
- Filip Florian: Mint minden bagoly (Toate bufnițele); Bookart, Csíkszereda, 2016
- Daniel Bănulescu: A Sátán a szívedre vadászik (Diavolul vînează inima ta); Scolar, Bp., 2017
- Horia Gârbea: Bumeráng. Válogatott versek; ford. Demény Péter; Kalligram–Bookart, Budapest–Csíkszereda, 2022

## Díjai, kitüntetései
- 1994 Látó elsőkönyves díja
- 1995 Romániai Írószövetség elsőkönyves díja
- 1995 Soros-ösztöndíj
- 1997 Soros Alapítvány fordítói programjának ösztöndíjasa
- 1999 Hajnóczy Péter-ösztöndíj
- 1999 Látó-nívódíj
- 2001 Méray-díj
- 2004 Communitas alkotói ösztöndíj
- 2005 Látó-nívódíj
- 2006 Móricz Zsigmond-ösztöndíj
- 2012 Déry Tibor-díj